# NGC 4011
NGC 4011 é uma galáxia lenticular (S0) localizada na direcção da constelação de Leo. Possui uma declinação de +25° 05' 52" e uma ascensão recta de 11 horas, 58 minutos e 25,4 segundos.